# Stigmatopteris jamaicensis
Stigmatopteris jamaicensis là một loài thực vật có mạch trong họ Dryopteridaceae. Loài này được (Desv.) Proctor miêu tả khoa học đầu tiên năm 1965.